# لیگ دسته دوم فوتبال انگلستان
لیگ دسته دوم فوتبال انگلستان در سال ۱۸۹۲ میلادی در انگلستان راه‌اندازی شد که تا سال ۱۹۹۲ بعد از لیگ دسته اول معتبرترین لیگ این کشور بود اما بعد از چمپیونشیپ در سال ۱۹۹۲ میلادی به سطح سوم فوتبال کشور انگلستان تنزل پیدا کرد. این لیگ در سال ۲۰۰۴ منحل شد.